# Ichirō Nakayama
Ichiro Nakayama (中山 伊知郎, Nakayama Ichirō, 20 septembre 1898 - 9 avril 1981) est un économiste japonais. Diplômé de l'université de commerce de Tokyo (à présent université Hitotsubashi) en 1926, il se rend en Allemagne pour y poursuivre ses études auprès de Joseph Schumpeter. Il est un pionnier de l'économie mathématique au Japon. Après avoir été assistant à l'université de commerce de Tokyo, il est professeur assistant en 1933, professeur en 1937 et président de la même institution en 1949. Il est président de la Commission centrale des relations du travail du Japon en 1950, et premier président de la Commission de la fiscalité du Japon de 1959 à 1965. En 1965, il est nommé professeur émérite à l’université Hitotsubashi.
En 1968, il est désigné personne de mérite culturel, et reçoit le grand cordon de l’ordre du Soleil levant le 3 novembre 1974.

## Source de la traduction
- (en) Cet article est partiellement ou en totalité issu de l’article de Wikipédia en anglais intitulé « Ichiro Nakayama » (voir la liste des auteurs).